# Maria Koterbska

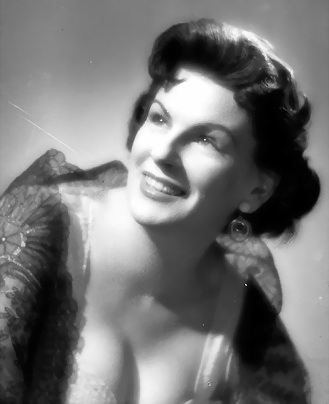
Maria koterbska in den 1950er Jahren

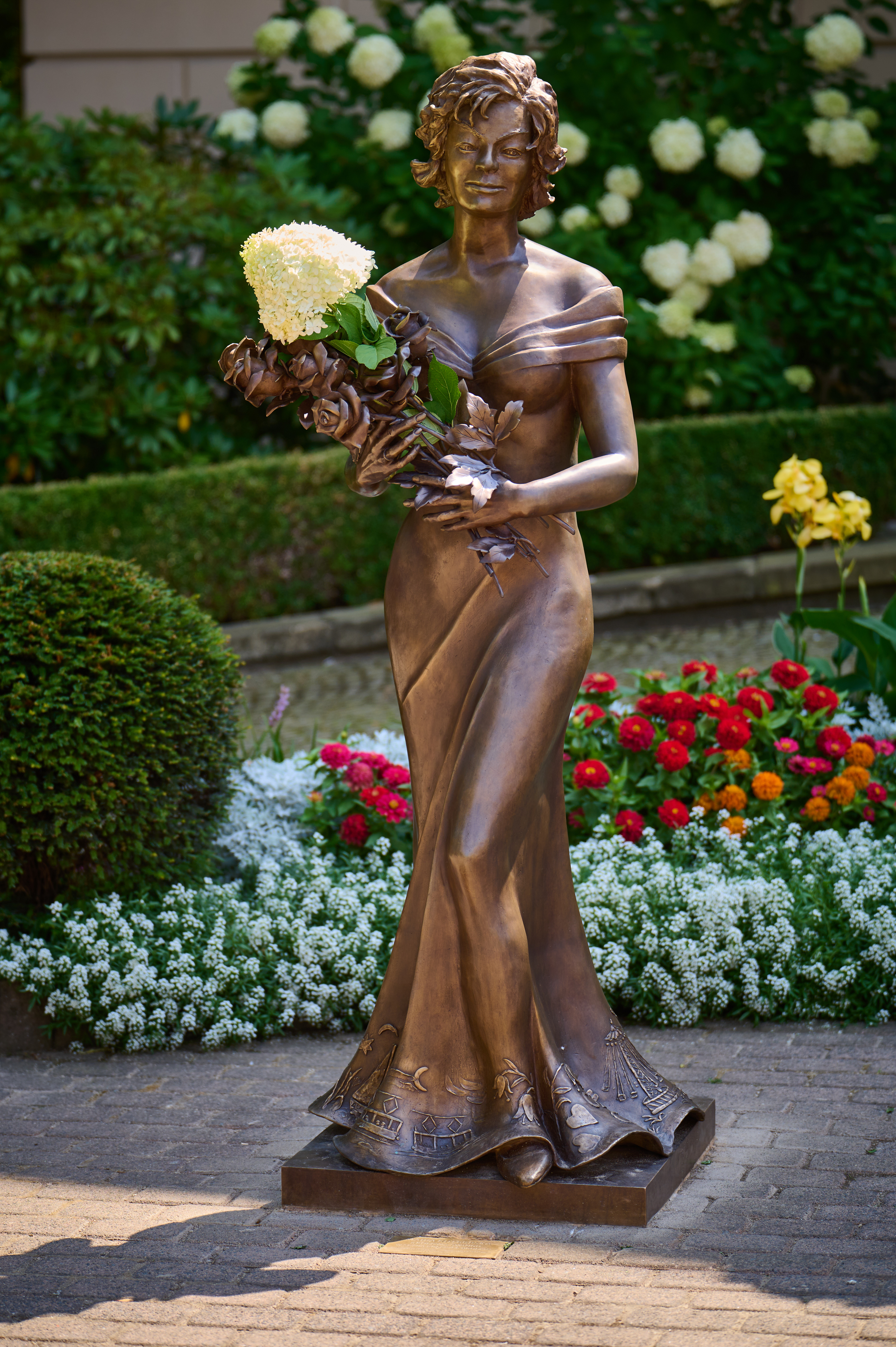
Maria-koterbska-Denkmal in Bielsko-Biała

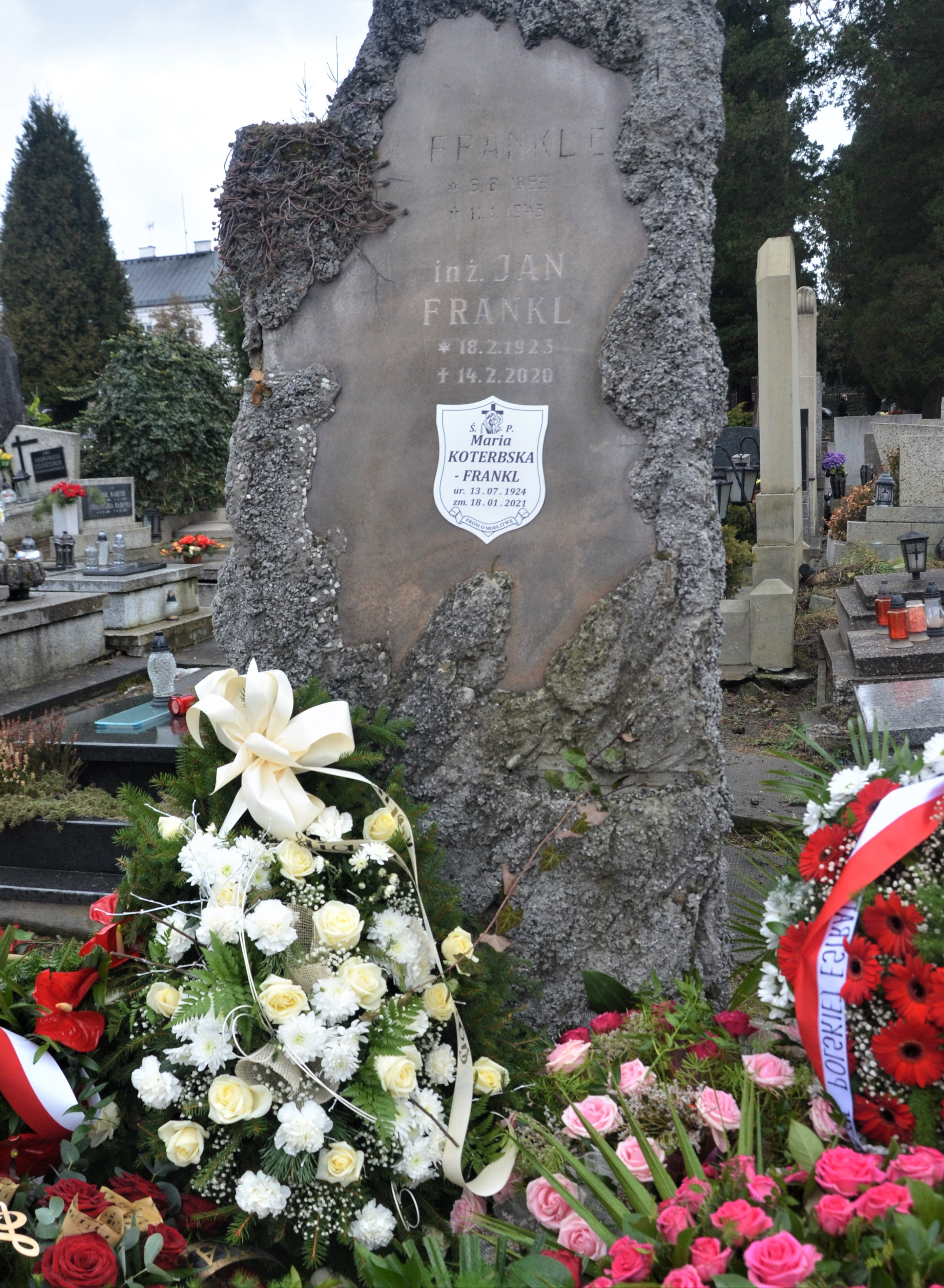
Das Grab der Sängerin

Maria Koterbska (* 13. Juli 1924 in Biała; † 18. Januar 2021 in Bielsko-Biała) war eine polnische Sängerin und Schauspielerin.

## Leben
Maria Koterbska wurde in Biała geboren, einer polnischen Stadt, die heute im Länderdreieck Polen, Tschechien und Slowakei liegt. Sie begann ihre Karriere als Sängerin mit Beginn der 1950er Jahre. In dieser Zeit begann sie, mit dem Tanzorchester des Schlesischen Rundfunks beim Polnischen Rundfunk zusammenzuarbeiten und wirkte zwischen 1952 und 1956 am Krakauer Satiretheater. Sie veröffentlichte als Sängerin 10 Alben und ist für ihre Arbeit vielfach ausgezeichnet worden.
Maria Koterbska war von 1950 bis zu dessen Tod fünf Jahrzehnte mit Jan Frankl (1923–2020) verheiratet. Ihr Enkel ist der gleichnamige Filmschaffende Jan Frankl. Koterbska starb im Januar 2021 in ihrer Geburtsstadt und wurde auf dem Friedhof der Pfarrei St. Nikolaus begraben.

## Diskografie
- 1955: Maria Koterbska / Poznański Kwartet Rytmiczny
- 1958: Ulubione przeboje
- 1958: Ulubione piosenki
- 1960: Maria Koterbska śpiewa wesołe piosenki
- 1966: Nie mówmy, że to miłość...
- 1972: Maria Koterbska
- 1974: Jubileusz

## Filmografie
- 1953: Das sollte man regeln (Sprawa do zalatwienia) (Darstellerin)
- 1955: Irene, bleib zu Hause (Irena do domu!) (Darstellerin)
- 1988: Ballada o Januszku (Gesang)
- 1990: Czarodziej z Harlem (Gesang)
- 2013: Ida (Gesang)
- 2017: The Man with the Magic Box (Czlowiek z magicznym pudelkiem) (Gesang)
- 2024: Lady in the Lake (Gesang)